# Evan Eschmeyer
Evan Bruce Eschmeyer, né le 30 mai 1975 à New Knoxville dans l'Ohio, est un joueur américain de basket-ball à la retraite qui évoluait au poste de pivot. Il a été sélectionné en 5e position du deuxième tour (34e) de la Draft 1999 de la NBA par les Nets du New Jersey. Eschmeyer mesure 2,11 m (6′ 11″).
Il a joué aux Wildcats de Northwestern au niveau universitaire avant d'évoluer durant quatre saisons en NBA de 1999 à 2003. Il a joué aux Nets de 1999 à 2001 et aux Mavericks de 2001 à 2003.
Durant sa carrière NBA, Eschmeyer a joué 153 matchs et marqué un total de 421 points. Le 22 octobre 2004, il annonce qu'il prend sa retraite du basket-ball à cause de problèmes récurrents aux genoux.